# 自由与进步党 (比利时旧政党)
自由与进步党（荷蘭語：Partij voor Vrijheid en Vooruitgang；简称PVV-PLP）是比利时1961年-1992年间存在的一个自由主义政党，是原比利时自由党的继承者。由于党内荷兰语和法语两派的矛盾加剧，1971年，该党分裂为荷兰语自由与进步党和法语自由与进步党。法语自由与进步党于1979年更名为自由改革党，而荷兰语自由与进步党于1992年改组为弗拉芒自由民主党。